# NGC 7687
NGC 7687 (również PGC 71635) – galaktyka soczewkowata (S0), znajdująca się w gwiazdozbiorze Ryb. Odkrył ją Heinrich Louis d’Arrest 21 września 1862 roku.